# 十進時

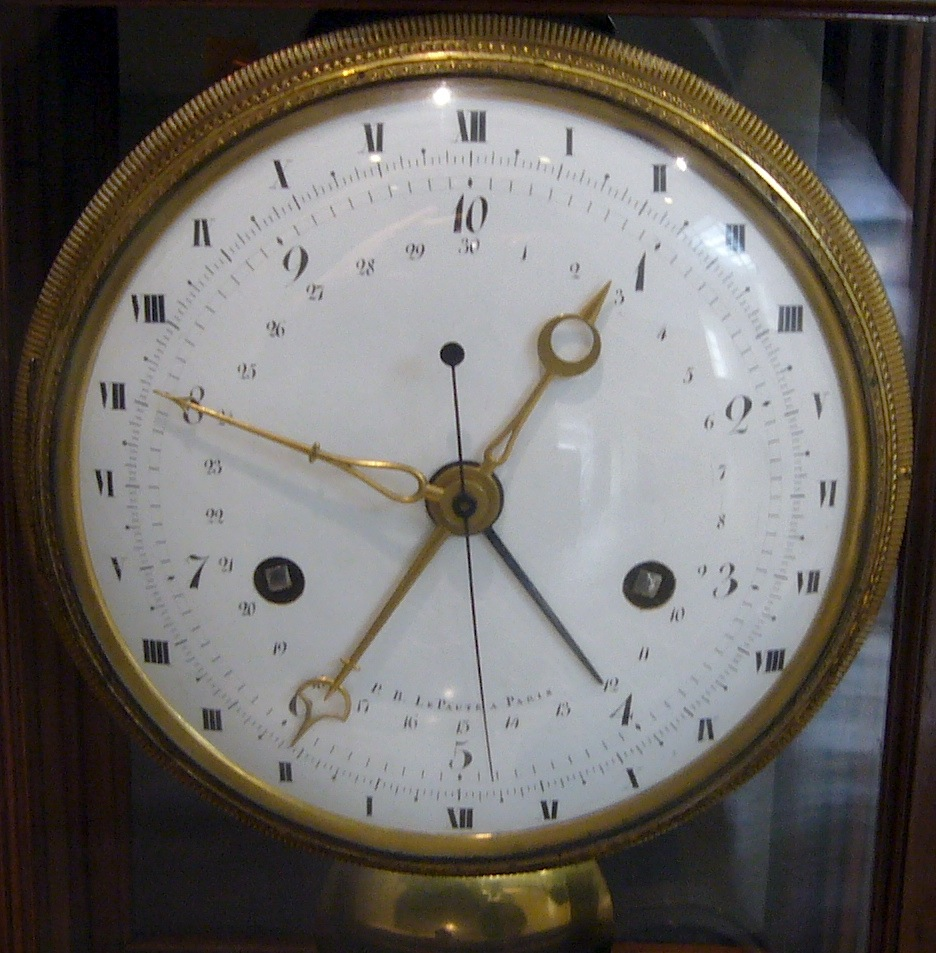
法國大革命期間的十進時鐘

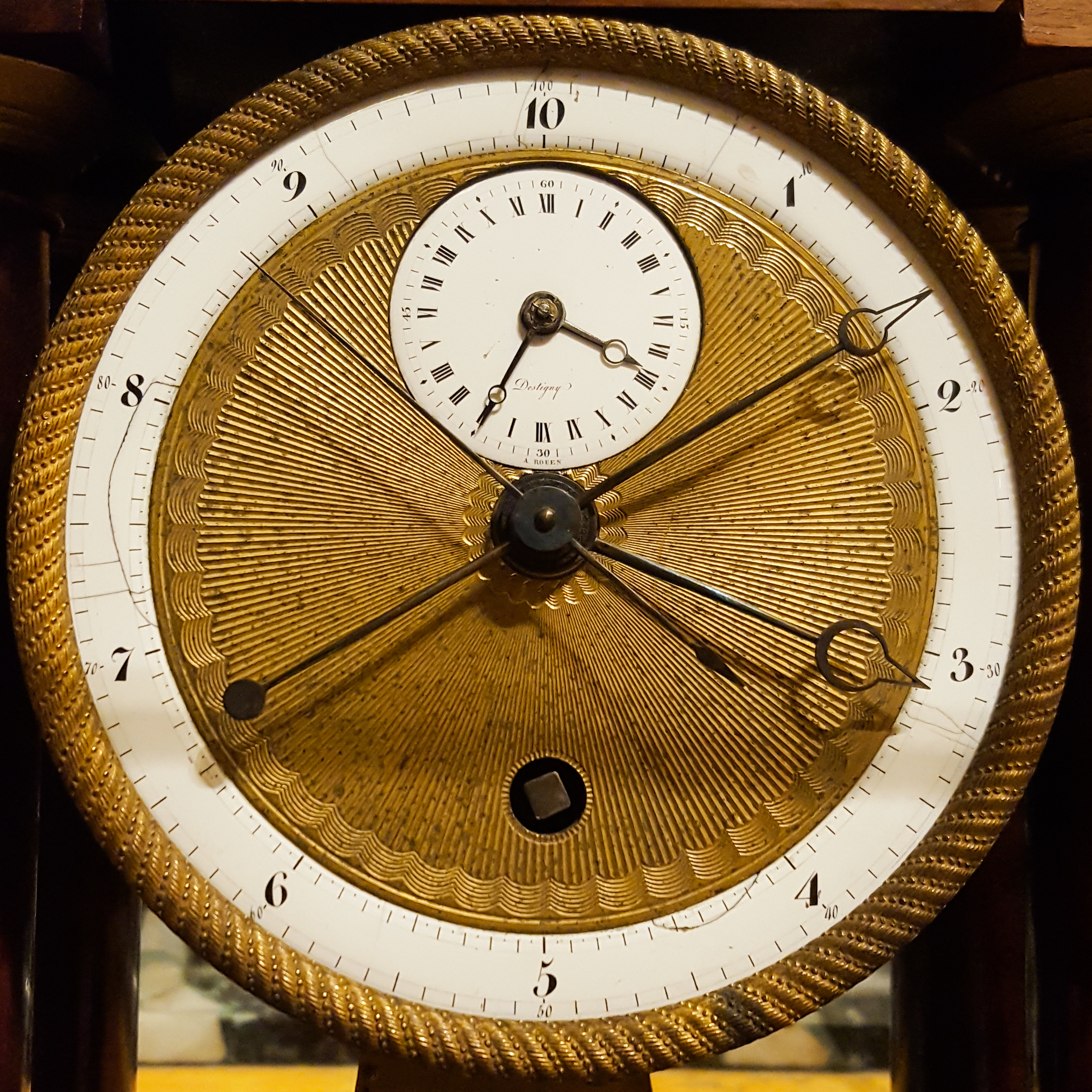
法國的十進時鐘。該時鐘正顯示著十進時的3:16:86，以及二十四小時制的07:34。

十進時，又稱十進時制或十進時法，是指以十進制來計算時間。最著名的十進時為法國大革命時推行的法國大革命時制，將每天分成10個小時，每個小時分成100分鐘，每個分鐘分成100秒。

## 歷史

### 華夏
中國各朝有各色時間計法，箇中巧同十進時的不少，例如十更制、百刻制。以《隋書·天文志》為例，晝為朝、禺、中、晡、夕，夜為甲、乙、丙、丁、戊。然後晝夜百刻，每刻即今14.4分鐘。至清初，為便配合十二時辰計算改96刻制，每刻即今15分鐘，沿用至今。

### 古英國
一天有分一百「centiday」一說。

### 法國大革命時制
18世紀法國大革命期間，度量衡全部改用十進制，時間也不例外。1793年10月5日，法國政府公佈十進時的法令，規定每天分成十份，每份再分十份，直至一個最小的可量度單位為止。同年11月24日（共和二年霜月4日），政府明確規定每天分成10小時（現時的144分鐘），每小時分成100「十進分鐘」（現時的86.4秒），每「十進分鐘」分成100「十進秒」（現時的0.864秒）。子夜為10時正，正午則為5時正。十進時於1805年廢除。

## 時間單位轉換
用現今的時間單位計算，一天有86400秒；而用十進時計算，一天有100000秒。因此將一天到現在過的秒數/86400*100000即為用十進時計算一天到現在過的秒數。